# Jean-Baptiste Carrier

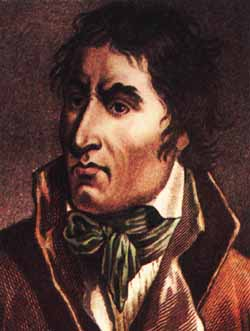
Jean-Baptiste Carrier

Jean-Baptiste Carrier (* 16. März 1756 in Yolet bei Aurillac, Auvergne; † 16. Dezember 1794 in Paris) war ein französischer Revolutionär und Mitglied des französischen Nationalkonvents.

## Leben
Carrier war Prokurator, als er 1792 zum Mitglied des Konvents gewählt wurde. Hier schloss er sich der Bergpartei (den Montagnards) an und gehörte sowohl den Cordeliers als auch den Jakobinern an. Während der Schreckensherrschaft gehörte er zu ihren wütendsten Fanatikern. Berüchtigt ist sein Auftreten in Nantes, wohin er im Oktober 1793 als Représentant en mission geschickt wurde. Nantes war eines der Zentren der royalistischen und föderalistischen Gegenrevolution, wohin sich die Aufständischen der Vendée und ihre Familien nach ihrer Niederlage bei Le Mans und Savenay geflüchtet hatten, die – zusammen mit Aufständischen aus Nantes – die Gefängnisse füllten.

Die von dem Wütherich Carrier anbefohlenen Ertränkungen in der Loire: Emotionale deutsche Veröffentlichung einer Radierung von Gysin nach einer Zeichnung von Duplessis-Bertaux

Carrier ließ die Gefangenen ohne Prozesse in Massen hinrichten. Da das Erschießen oder Guillotinieren zu viel Aufwand bedeutete, setzte man Männer, Frauen und Kinder in Barken, deren Boden durch eine Klappe geöffnet werden konnte und die dann mit ihrer Fracht versanken. Diese Ersäufungen nannte Carrier Noyades („Ertränkungen“), Baignades („Bäder“), Déportations verticales („vertikale Deportationen“) oder Mariages républicains („republikanische Hochzeiten“), letzteres, weil man meist zwei Personen, einen Mann und eine Frau, zusammenband. Während seiner viermonatigen Tätigkeit sollen so 16.000 Menschen getötet worden sein.
Adolphe Thiers beziffert die Opfer auf 4000 bis 5000: „Die Loire war mit Leichen überfüllt; die Anker der Schiffe hoben oft ganze Fahrzeuge voll Ertränkter empor; Raubvögel bedeckten die Ufer des Stromes und nährten sich von den menschlichen Überresten.“
Nach Robespierres Sturz (9. Thermidor II) wurde aus Anlass des Prozesses mehrerer von Carrier dem Revolutionstribunal überwiesener Einwohner von Nantes eine Untersuchung gegen ihn eingeleitet und Carrier mit zweien seiner Helfershelfer am 16. Dezember 1794 in Paris guillotiniert.
Carrier verteidigte sich in dem Prozess damit, im Auftrag und in Abstimmung mit dem Wohlfahrtsausschuss gehandelt zu haben. Während des Prozesses kam es zu heftigen Auseinandersetzungen zwischen Jakobinern und Thermidorianern über die Behandlung innenpolitischer Gegner der Revolution.